# Jack Hillen
Jack Robert Hillen (* 24. Januar 1986 in Minnetonka, Minnesota) ist ein ehemaliger US-amerikanischer Eishockeyspieler und derzeitiger -trainer, der im Verlauf seiner aktiven Karriere zwischen 2003 und 2015 unter anderem 313 Spiele für die New York Islanders, Nashville Predators, Washington Capitals und Carolina Hurricanes in der National Hockey League auf der Position des Verteidigers bestritten hat.

## Karriere
Jack Hillen, der die Academy of Holy Angels während seiner High-School-Zeit besucht hatte, begann seine Karriere als Eishockeyspieler bei den Tri-City Storm, für die er in der Saison 2003/04 in der Juniorenliga United States Hockey League aktiv war. Anschließend spielte der Verteidiger vier Jahre lang für die Mannschaft des Colorado College, ehe er gegen Ende der Saison 2007/08 sein Debüt in der National Hockey League für die New York Islanders gab, die ihn am 1. April 2008 als Free Agent verpflichtet hatten. In der folgenden Spielzeit lief der Linksschütze parallel für die New York Islanders in der NHL sowie deren Farmteam, die Bridgeport Sound Tigers, in der American Hockey League auf. Ab der Saison 2009/10 spielte Hillen ausschließlich für die Islanders und gab im Mai 2010 bei der Weltmeisterschaft 2010 sein Debüt für die US-amerikanische Nationalmannschaft. 
Im August 2011 wurde er als Free Agent von den Nashville Predators mit einem Kontrakt für die Spielzeit 2011/12 ausgestattet. Im Anschluss schloss er sich den Washington Capitals an und konnte sich dort im NHL-Aufgebot etablieren, bevor er im Februar 2015 samt einem Viertrunden-Wahlrecht für den NHL Entry Draft 2015 sowie im Austausch gegen Tim Gleason an die Carolina Hurricanes abgegeben wurde. Bei den Hurricanes beendete Hillen die Saison 2014/15, erhielt jedoch keinen darüber hinausgehenden Vertrag und gab im Januar 2016 das Ende seiner aktiven Profikarriere bekannt.
In der Folge nahm er im Sommer 2016 einen Posten an der Academy of Holy Angels als Assistenztrainer an.

## Erfolge und Auszeichnungen
- 2008 WCHA First All-Star Team
- 2008 WCHA Defensive Player of the Year
- 2008 NCAA West First All-American Team

## Karrierestatistik

### International
Vertrat die USA bei:
- Weltmeisterschaft 2010

(Legende zur Spielerstatistik: Sp oder GP = absolvierte Spiele; T oder G = erzielte Tore; V oder A = erzielte Assists; Pkt oder Pts = erzielte Scorerpunkte; SM oder PIM = erhaltene Strafminuten; +/− = Plus/Minus-Bilanz; PP = erzielte Überzahltore; SH = erzielte Unterzahltore; GW = erzielte Siegtore; 1 Play-downs/Relegation; Kursiv: Statistik nicht vollständig)